# イディウィ島
イディウィ島 (Idjwi) はアフリカ中部にあるキヴ湖（キブ湖）に浮かぶ島である。コンゴ民主共和国の南キヴ州（南キブ州）に属している。
島の長さ40km、面積は285km²。アフリカの内陸にある島の中では、ヴィクトリア湖のウケレウェ島に次いで2番目に大きい。湖西岸のコンゴ民主共和国本土からと東岸のルワンダ本土からは共に10～15km程度離れており、ほぼ湖の中間にある。ただし、島の南端部は南岸にあるルワンダ領内の岬からわずか1km余りしか離れていない。
1996年の推定によると、島内には11万2,000人のコンゴ民主共和国国民に加えて4万6000人のルワンダ難民がいるとみられている。これはその13年前の1983年当時の推定人口である5万人と比べるとかなりの増加と言える。住民のほぼ全てが零細農業に依存しているため、特に子供達の間での栄養失調は日常となっている。